# خلیج میازو
خلیج میازو (انگلیسی: Miyazu Bay) خلیج خوش‌منظره در دریای ژاپن است که در استان کیوتو قرار دارد. این خلیج به خاطر وجود باریکه شنی آمانوهاشیدیته، یکی از سه منظره برتر ژاپن، شهرت دارد.
این باریکه شنی ۳٫۳ کیلومتری که با درختان کاج پوشیده شده است، دو طرف خلیج را به هم متصل می‌کند.
این خلیج یک منطقه ماهیگیری پررونق است. در اطراف خلیج میازو، معابد و زیارتگاه‌های متعددی وجود دارد که از جاذبه‌های گردشگری این منطقه محسوب می‌شوند.
از شهرهای کیوتو و اوساکا می‌توان با قطار به میازو رفت و از آنجا با اتوبوس یا تاکسی به خلیج رسید. اتوبوس‌های مستقیم از کیوتو و ایستگاه قطار فوکوشیما در اوساکا به میازو وجود دارد.